# Silné gravitační čočkování
Silné gravitační čočkování je efekt gravitačního čočkování, který je dostatečně silný na to, aby produkoval více obrázů, oblouk nebo dokonce i Einsteinův prstenec. Obecně platí, že efekt silného čočkování vyžaduje u předpokládané čočky hustotu hmoty větší než kritická hustota {\displaystyle \Sigma _{cr}\,}. Pro bodové čočkované zdroje se objeví více obrazů, pro prodloužené emise v pozadí mohou být viditelné oblouky nebo kroužky. Topologicky je tvorba vícenásobných obrazů řízena teorémem o lichém čísle.

## Galaktické čočkování

Zdroj světla projde za gravitační čočkou (hmotný bod umístěný ve středu obrazu). Modrý kruh je zdroj, jak by byl viděn bez gravitační čočky, bílé skvrny jsou vícenásobné obrazy zdroje.

Čočka v popředí je galaxie. Když je zdroj na pozadí kvasar, silně čočkované obrazy jsou obvykle bodové vícenásobné obrazy. Když je čočkovaným objektem galaxie silně čočkované obrazy mohou být oblouky nebo kruhy.

## Čočkování kup
Čočku tvoří kupa galaxií. V tomto případě je čočka obvykle dostatečně silná, aby vytvářela patrné silné čočkování (více snímků, oblouky nebo kruhy) a také jevy slabého čočkování.

## Fyzika

### Hmotnost profilů
Protože gravitační čočkování je efekt závislý pouze na gravitačním potenciálu, může být použit k omezení hmotnosti modelu čoček. S omezeními z více obrazů nebo oblouků může být navrhovaný hmotnostní model optimalizován tak, aby byl pozorovatelný. Subgalaktické struktury, které v současné době zajímají astronomy, jsou centrální distribuce hmoty a hala temné hmoty.

### Čas zpoždění
Vzhledem k tomu, že světelné paprsky procházejí různými cestami a tím pádem vytvářejí více obrazů, budou zpožděny místními potenciály podél světelných cest. Rozdíly časového zpoždění od různých obrazů lze určit pomocí hmotnostního modelu a kosmologického modelu. Tedy s pozorovaným časovým zpožděním a omezenou hmotou, může být odvozen model kosmologické konstanty jako Hubbleova konstanta.